# Hugo Roux
Hugo Roux (* 31. März 1969) ist ein Schweizer Berufsoffizier im Range eines Brigadiers. Er leitet seit dem 1. Juli 2021 als Kommandant die Militärakademie (MILAK) an der ETH Zürich.

## Leben
Roux ist zweisprachig in einer Bauernfamilie in Freiburg im Üechtland aufgewachsen. Er hat drei Kinder.
Roux hat das Gymnasium in Freiburg besucht, anschliessend absolvierte er die Rekrutenschule. Er hat das Studium der Rechtswissenschaften an der Universität Freiburg mit dem Lizenziat abgeschlossen. 2002/2003 absolvierte er eine Weiterbildung am Air Command and Staff College in Maxwell.

## Militärische Karriere und Funktionen
| Dienstgrad | Dienstgrad                    |
| ---------- | ----------------------------- |
| 1997       | Hauptmann                     |
| 2002       | Major im Generalstab          |
| 2004       | Oberstleutnant im Generalstab |
| 2011       | Oberst im Generalstab         |
| 2017       | Brigadier                     |

| Funktion | Funktion                                                                                        |
| -------- | ----------------------------------------------------------------------------------------------- |
| 1997     | Instruktionsoffizier der Fliegerabwehr                                                          |
| 2004     | Klassenlehrer Unteroffiziersschule und Offiziersschule des Lehrverbands Fliegerabwehr           |
| 2007     | Stellvertretender Kommandant Grund- und Weiterausbildung Sichtwetter-Fliegerabwehr              |
| 2009     | Kommandant Weiterausbildung höhere Kader / C Grundlagen, Projekte, Controlling (Kdt WAHK / GPC) |
| 2014     | Chef Projektportfolio Management Verteidigung in der Armeeplanung (C PPM V)                     |
| 2017     | Kommandant ad interim Lehrverband Fliegerabwehr 33 (Kdt LVb Flab 33)                            |
| 2021     | Kommandant Militärakademie (Kdt MILAK)                                                          |